# Аменорея
Аменоре́я (лат. amenorrhea, від дав.-гр. ἀ- — «без» + μήν — «місяць» + ῥέειν — «текти») — відсутність менструацій у статевозрілої жінки, вид розладу менструального циклу. Може бути як фізіологічним станом (аменорея вагітних), так і самостійною хворобою, іноді — симптомом деяких гінекологічних та ендокринних захворювань.

## Клінічні прояви
Серед типових клінічних проявів аменореї, окрім відсутності менструацій, також спостерігають дефіцит естрогенів, натомість надлишок андрогенів, дисфункцію щитоподібної залози та наднирників, ознаки дефемінізації та безпліддя.

## Класифікація
- Первинна (природжена) аменорея — у зв'язку з недорозвитком жіночих статевих органів у період статевого дозрівання. При цьому у пацієнток спостерігається збереження дитячих рис статури, недорозвиненість молочних залоз тощо.
- Вторинна аменорея — розвивається внаслідок наявності іншого захворювання, а також як наслідок довготривалого вживання гормональних, психотропних лікарських препаратів, тяжких психологічних навантажень і потрясінь (зокрема «аменорея воєнного часу»).
- Фізіологічна аменорея — розвивається під час вагітності, при годуванні груддю.
- Відсутність менструацій у літньому виділяють як менопаузу внаслідок інволюційних процесів.
- Патологічна аменорея — її можуть спричиняти багато факторів, що зумовлюють розлад функції яєчників: інфекційні захворювання, захворювання ендокринних залоз, нервової системи, авітамінозами, перевтомою тощо. Втім близько 60 % випадків патологічної аменореї припадають на гормональну недостатність та пороки розвитку матки.

## Лікування
Лікування аменореї передбачає, передусім:
- специфічне лікування захворювання — основної причини аменореї;
- гормонотерапію — замісна терапія естрогенами та прогестероном;
- усунення ускладнень аменореї, серед яких часто розвиваються остеопороз та урогенітальні розлади;
- застосування репродуктивних методик, що допомагають завагітніти, в тому числі екстракорпоральне запліднення;
- загальне зміцнення організму.